# Đồng Văn, Yên Lạc
Đồng Văn là một xã thuộc huyện Yên Lạc, tỉnh Vĩnh Phúc, Việt Nam.
Xã Đồng Văn có diện tích 7,01 km², dân số năm 1999 là 9.838 người, mật độ dân số đạt 1.403 người/km².